# Bech-Kleinmacher
Bech-Kleinmacher är en ort i Luxemburg.   Den ligger i distriktet Grevenmacher, i den sydöstra delen av landet, 19 kilometer sydost om huvudstaden Luxemburg. Bech-Kleinmacher ligger 144 meter över havet och antalet invånare är 593.
Terrängen runt Bech-Kleinmacher är platt åt nordväst, men åt sydost är den kuperad. Bech-Kleinmacher ligger nere i en dal.  Runt Bech-Kleinmacher är det ganska glesbefolkat, med 30 invånare per kvadratkilometer.. Närmaste större samhälle är Luxemburg, 18,5 kilometer nordväst om Bech-Kleinmacher. 
Trakten runt Bech-Kleinmacher består till största delen av jordbruksmark.